# 私の、息子
『私の、息子』（わたしのむすこ、Poziția copilului）は、2013年のルーマニアのドラマ映画。監督はカリン・ピーター・ネッツァー、出演はルミニツァ・ゲオルジウとボグダン・ドゥミトラケなど。ネッツァー監督自らの体験をもとにした作品で、子離れできない母親と自立できない息子の愛憎と心の葛藤を描いている。
第63回ベルリン国際映画祭で金熊賞と国際映画批評連盟賞を獲得した。第38回トロント国際映画祭ではコンテンポラリー・ワールド・シネマ部門で上映された。第86回アカデミー賞の外国語映画賞にはルーマニア代表として出品されたが、ノミネートには至らなかった。

## キャスト
- コルネリア: ルミニツァ・ゲオルジウ（英語版） - 社交界で有名なセレブ。
- バルブ: ボグダン・ドゥミトラケ（ルーマニア語版） - コルネリアの一人息子。
- カルメン: イリンカ・ゴヤ（ルーマニア語版） - バルブの同棲中の恋人。シングルマザー。
- オルガ・チェルケス: ナターシャ・ラーブ（ルーマニア語版） - コルネリアの夫の妹。
- アウレリアン（レル）・ファガラシァヌ: フロリン・ザムフィレスク（英語版） - コルネリアの夫、バルブの父。
- ディヌ・ラウレンティウ: ヴラド・イヴァノフ（英語版） - 事故の目撃者で証人。

## 作品の評価
Rotten Tomatoesによれば、批評家の一致した見解は「必ずしも気楽に観られる作品ではないが、ネッツァーの興味深い演出とゲオルジウの素晴らしい演技のおかげで、『私の、息子』は見応えがある作品となっている。」であり、85件の評論のうち高評価は92%にあたる78件で、平均点は10点満点中7.6点となっている。
Metacriticによれば、23件の評論のうち、高評価は20件、賛否混在は3件、低評価はなく、平均点は100点満点中77点となっている。